# Hans Peter Klauser
Hans Peter Klauser (* 31. Juli 1910 in Herisau; † 13. Januar 1989 in Zürich; heimatberechtigt in Sulgen) war ein Schweizer Fotograf.

## Leben und Werk
Hans Peter Klauser war ein Sohn von Oskar Klauser, Chemiker. Er studierte  an der ETH Zürich von 1930 bis 1935 Maschinenbau, Elektrotechnik, Mathematik und Physik mit Freifach Fotografie, bis ihn eine Erkrankung (Lähmungen, Sehstörungen) zwang, das Studium abzubrechen. Er wandte sich der Fotografie zu und absolvierte von 1936 bis 1938 eine Lehre bei Gotthard Schuh, der ihn als «den einzigen fruchtbaren Nachwuchs meiner eigenen Tätigkeit» bezeichnete.
Als freischaffender Fotograf publizierte Klauser von 1939 bis 1947 Bildreportagen in Zürcher Illustrierte, Tat, Neue Zürcher Zeitung, Heim und Leben, Sie und Er und Schweizer Spiegel sowie Bildberichte über Kriegsflüchtlinge. Von 1942 bis 1947 betrieb er ein eigenes Atelier. Zwischen 1947 und 1952 war er als Werkfotograf bei der Werkzeugmaschinenfabrik Oerlikon-Bührle tätig. 1953 eröffnete er wieder ein eigenes Atelier, war als Porträtfotograf tätig und arbeitete verschiedentlich für Pro Infirmis und Pro Senectute.
Klausner entwickelte das Orthoklin-Verfahren für grossformatige Reproduktionen, das er 1957 patentieren liess. Er war seit 1942 mit Margreth Barth verheiratet und hatte vier Kinder. Seine Schwester Maja Heller Schucan (geb. Maja Klauser) war eine Bildhauerin, Zeichnerin und Autorin. 
Sein Werk wurde in den 1980er Jahren entdeckt. Im Jahr 1989 fand eine Ausstellung im Kunstmuseum des Kantons Thurgau statt. Von 1999 bis 2000 gab es eine Retrospektive der Schweizerischen Stiftung für Photographie im Kunsthaus Zürich.

## Veröffentlichungen
- Das Appenzellerland. Das Volkserbe der Schweiz. 5. Basel 1945.
- mit Jakob Tuggener: Von Olten-Aarburg zu Aare-Tessin. Olten 1945.
- Ein Blick auf Israel. Zürich 1973.
- Wie ich dieser Photograph wurde. Zürich 1989.

## Einzelausstellungen (Auswahl)
- Vom Staunen erzählen: Hans Peter Klauser – Photographien 1933 bis 1973. Kunsthaus Zürich 1999/2000.